# Adhimudra
Adhimudra è un mudrā della dottrina induista, nella tradizione yoga e buddhista realizzato con le mani e le dita.

## Scopo del mudra
Lo scopo di questo mudra è stimolare la respirazione nella zona alta del busto. È indicato per togliere sensazioni di insicurezza ed ansietà.

## Posizione
Il mudra si realizza con entrambe le mani. Consiste nel posizionare il pollice all'interno del palmo della mano, richiudendo le quattro dita su di esso chiudendo il pugno. La respirazione deve essere lunga e profonda.